# Coppa del Mondo di slittino 2024
La Coppa del Mondo di slittino 2023/2024 fu la quarantasettesima edizione del massimo circuito mondiale dello slittino, manifestazione organizzata annualmente dalla FIL; iniziò l'8 dicembre 2023 a Lake Placid negli Stati Uniti d'America e si concluse il 3 marzo 2024 a Sigulda in Lettonia. Originariamente la prima tappa di Oberhof e quella di Innsbruck erano invertite, ma, a causa della prevista ristrutturazione della pista austriaca, quest'ultima prova fu anticipata a gennaio, col conseguente slittamento a febbraio delle gare in Turingia.
Si disputarono cinquantaquattro gare: nove prove nel singolo donne, nel singolo uomini, nel doppio donne e nel doppio uomini, tre per tipo nelle prove sprint e sei nelle gare a squadre; queste ultime, per la prima volta, si composero di prove su quattro discese, una per ciascuna specialità.
Nel corso della stagione si svolsero anche i campionati mondiali di Altenberg in Germania, competizione non valida ai fini della Coppa del Mondo, mentre la tappa di Whistler e quella di Innsbruck furono valide rispettivamente anche come campionati pacifico-americani e campionati europei.
Anche per questa edizione della Coppa del Mondo, come già accaduto in quella precedente, nessuno slittinista russo poté prendere parte alle gare; il congresso della FIL confermò infatti la decisione presa dal proprio comitato esecutivo, che escluse gli atleti russi da tutte le competizioni disputate sotto la sua egida a causa dell'invasione dell'Ucraina da parte della Russia.

## Calendario
| Tappa  | Località    | Pista                           | Data                | Gare classiche | Gare classiche | Gare classiche | Gare classiche | Gare sprint | Gare sprint | Gare sprint | Gare sprint | Gara a squadre |
| Tappa  | Località    | Pista                           | Data                | Singolo d.     | Singolo u.     | Doppio d.      | Doppio u.      | Singolo d.  | Singolo u.  | Doppio d.   | Doppio u.   | Gara a squadre |
| ------ | ----------- | ------------------------------- | ------------------- | -------------- | -------------- | -------------- | -------------- | ----------- | ----------- | ----------- | ----------- | -------------- |
| 1      | Lake Placid | Pista del Monte Van Hoevenberg  | 8–9 dicembre 2023   | ●              | ●              | ●              | ●              | ●           | ●           | ●           | ●           |                |
| 2      | Whistler    | Whistler Sliding Centre         | 15–16 dicembre 2023 | ●              | ●              | ●              | ●              |             |             |             |             | ●              |
| 3      | Winterberg  | Eisarena Winterberg             | 6–7 gennaio 2024    | ●              | ●              | ●              | ●              |             |             |             |             | ●              |
| 4      | Innsbruck   | Olympia Eiskanal Innsbruck-Igls | 13–14 gennaio 2024  | ●              | ●              | ●              | ●              |             |             |             |             | ●              |
| -      | Altenberg   | Eiskanal Altenberg              | 27–28 gennaio 2024  | Mondiali       | Mondiali       | Mondiali       | Mondiali       | Mondiali    | Mondiali    | Mondiali    | Mondiali    | Mondiali       |
| 5      | Altenberg   | Eiskanal Altenberg              | 3–4 febbraio 2024   | ●              | ●              | ●              | ●              |             |             |             |             | ●              |
| 6      | Oberhof     | Pista di Oberhof                | 10–11 febbraio 2024 | ●              | ●              | ●              | ●              |             |             |             |             | ●              |
| 7      | Oberhof     | Pista di Oberhof                | 17–18 febbraio 2024 | ●              | ●              | ●              | ●              | ●           | ●           | ●           | ●           |                |
| 8      | Sigulda     | Pista di Sigulda                | 24–25 febbraio 2024 | ●              | ●              | ●              | ●              | ●           | ●           | ●           | ●           |                |
| 9      | Sigulda     | Pista di Sigulda                | 2–3 marzo 2024      | ●              | ●              | ●              | ●              |             |             |             |             | ●              |
| Totale | Totale      | Totale                          | Totale              | 9              | 9              | 9              | 9              | 3           | 3           | 3           | 3           | 6              |

|  | La tappa di Whistler e quella di Innsbruck assegnarono rispettivamente anche il titolo pacifico-americano e quello europeo 2024. |

## Risultati

### Singolo donne
| Data             | Località    | Nazione     | Tipo   | Prima classificata         | Seconda classificata           | Terza classificata          |
| ---------------- | ----------- | ----------- | ------ | -------------------------- | ------------------------------ | --------------------------- |
| 9 dicembre 2023  | Lake Placid | Stati Uniti |        | Madeleine Egle Austria     | Julia Taubitz Germania         | Summer Britcher Stati Uniti |
| 9 dicembre 2023  | Lake Placid | Stati Uniti | Sprint | Julia Taubitz Germania     | Ashley Farquharson Stati Uniti | Emily Sweeney Stati Uniti   |
| 16 dicembre 2023 | Whistler    | Canada      |        | Julia Taubitz Germania     | Anna Berreiter Germania        | Merle Fräbel Germania       |
| 6 gennaio 2024   | Winterberg  | Germania    |        | Madeleine Egle Austria     | Julia Taubitz Germania         | Hannah Prock Austria        |
| 13 gennaio 2024  | Innsbruck   | Austria     |        | Madeleine Egle Austria     | Julia Taubitz Germania         | Anna Berreiter Germania     |
| 4 febbraio 2024  | Altenberg   | Germania    |        | Julia Taubitz Germania     | Elīna Ieva Vītola Lettonia     | Lisa Schulte Austria        |
| 10 febbraio 2024 | Oberhof     | Germania    |        | Merle Fräbel Germania      | Madeleine Egle Austria         | Julia Taubitz Germania      |
| 18 febbraio 2024 | Oberhof     | Germania    |        | Julia Taubitz Germania     | Anna Berreiter Germania        | Madeleine Egle Austria      |
| 18 febbraio 2024 | Oberhof     | Germania    | Sprint | Julia Taubitz Germania     | Natalie Maag Svizzera          | Anna Berreiter Germania     |
| 24 febbraio 2024 | Sigulda     | Lettonia    |        | Anna Berreiter Germania    | Elīna Ieva Vītola Lettonia     | Julia Taubitz Germania      |
| 25 febbraio 2024 | Sigulda     | Lettonia    | Sprint | Julia Taubitz Germania     | Kendija Aparjode Lettonia      | Emily Sweeney Stati Uniti   |
| 2–3 marzo 2024   | Sigulda     | Lettonia    |        | Elīna Ieva Vītola Lettonia | Anna Berreiter Germania        | Merle Fräbel Germania       |

### Singolo uomini
| Data             | Località    | Nazione     | Tipo   | Primo classificato         | Secondo classificato       | Terzo classificato         |
| ---------------- | ----------- | ----------- | ------ | -------------------------- | -------------------------- | -------------------------- |
| 8 dicembre 2023  | Lake Placid | Stati Uniti |        | Max Langenhan Germania     | Jonas Müller Austria       | Nico Gleirscher Austria    |
| 9 dicembre 2023  | Lake Placid | Stati Uniti | Sprint | Max Langenhan Germania     | Felix Loch Germania        | Nico Gleirscher Austria    |
| 15 dicembre 2023 | Whistler    | Canada      |        | Max Langenhan Germania     | Jonas Müller Austria       | Kristers Aparjods Lettonia |
| 7 gennaio 2024   | Winterberg  | Germania    |        | Max Langenhan Germania     | Dominik Fischnaller Italia | Kristers Aparjods Lettonia |
| 14 gennaio 2024  | Innsbruck   | Austria     |        | Jonas Müller Austria       | Nico Gleirscher Austria    | Max Langenhan Germania     |
| 3 febbraio 2024  | Altenberg   | Germania    |        | Max Langenhan Germania     | David Gleirscher Austria   | Kristers Aparjods Lettonia |
| 11 febbraio 2024 | Oberhof     | Germania    |        | Kristers Aparjods Lettonia | Max Langenhan Germania     | David Gleirscher Austria   |
| 17 febbraio 2024 | Oberhof     | Germania    |        | Jonas Müller Austria       | Max Langenhan Germania     | Felix Loch Germania        |
| 18 febbraio 2024 | Oberhof     | Germania    | Sprint | Max Langenhan Germania     | Jonas Müller Austria       | Wolfgang Kindl Austria     |
| 25 febbraio 2024 | Sigulda     | Lettonia    |        | Felix Loch Germania        | Kristers Aparjods Lettonia | Max Langenhan Germania     |
| 25 febbraio 2024 | Sigulda     | Lettonia    | Sprint | Felix Loch Germania        | Kristers Aparjods Lettonia | David Gleirscher Austria   |
| 2–3 marzo 2024   | Sigulda     | Lettonia    |        | Kristers Aparjods Lettonia | Felix Loch Germania        | Nico Gleirscher Austria    |

### Doppio donne
| Data             | Località    | Nazione     | Tipo   | Prima classificata                             | Seconda classificata                      | Terza classificata                             |
| ---------------- | ----------- | ----------- | ------ | ---------------------------------------------- | ----------------------------------------- | ---------------------------------------------- |
| 8 dicembre 2023  | Lake Placid | Stati Uniti |        | Selina Egle Lara Kipp Austria                  | Dajana Eitberger Saskia Schirmer Germania | Andrea Vötter Marion Oberhofer Italia          |
| 9 dicembre 2023  | Lake Placid | Stati Uniti | Sprint | Selina Egle Lara Kipp Austria                  | Chevonne Forgan Sophia Kirkby Stati Uniti | Dajana Eitberger Saskia Schirmer Germania      |
| 15 dicembre 2023 | Whistler    | Canada      |        | Jessica Degenhardt Cheyenne Rosenthal Germania | Dajana Eitberger Saskia Schirmer Germania | Andrea Vötter Marion Oberhofer Italia          |
| 6 gennaio 2024   | Winterberg  | Germania    |        | Jessica Degenhardt Cheyenne Rosenthal Germania | Andrea Vötter Marion Oberhofer Italia     | Selina Egle Lara Kipp Austria                  |
| 13 gennaio 2024  | Innsbruck   | Austria     |        | Jessica Degenhardt Cheyenne Rosenthal Germania | Andrea Vötter Marion Oberhofer Italia     | Chevonne Forgan Sophia Kirkby Stati Uniti      |
| 3 febbraio 2024  | Altenberg   | Germania    |        | Andrea Vötter Marion Oberhofer Italia          | Anda Upīte Kitija Bogdanova Lettonia      | Dajana Eitberger Saskia Schirmer Germania      |
| 10 febbraio 2024 | Oberhof     | Germania    |        | Jessica Degenhardt Cheyenne Rosenthal Germania | Andrea Vötter Marion Oberhofer Italia     | Selina Egle Lara Kipp Austria                  |
| 17 febbraio 2024 | Oberhof     | Germania    |        | Dajana Eitberger Saskia Schirmer Germania      | Andrea Vötter Marion Oberhofer Italia     | Jessica Degenhardt Cheyenne Rosenthal Germania |
| 18 febbraio 2024 | Oberhof     | Germania    | Sprint | Selina Egle Lara Kipp Austria                  | Dajana Eitberger Saskia Schirmer Germania | Andrea Vötter Marion Oberhofer Italia          |
| 24 febbraio 2024 | Sigulda     | Lettonia    |        | Jessica Degenhardt Cheyenne Rosenthal Germania | Andrea Vötter Marion Oberhofer Italia     | Dajana Eitberger Saskia Schirmer Germania      |
| 25 febbraio 2024 | Sigulda     | Lettonia    | Sprint | Andrea Vötter Marion Oberhofer Italia          | Selina Egle Lara Kipp Austria             | Dajana Eitberger Saskia Schirmer Germania      |
| 2 marzo 2024     | Sigulda     | Lettonia    |        | Jessica Degenhardt Cheyenne Rosenthal Germania | Dajana Eitberger Saskia Schirmer Germania | Selina Egle Lara Kipp Austria                  |

### Doppio uomini
| Data             | Località    | Nazione     | Tipo   | Primi classificati                            | Secondi classificati                   | Terzi classificati                       |
| ---------------- | ----------- | ----------- | ------ | --------------------------------------------- | -------------------------------------- | ---------------------------------------- |
| 8 dicembre 2023  | Lake Placid | Stati Uniti |        | Zachary DiGregorio Sean Hollander Stati Uniti | Thomas Steu Wolfgang Kindl Austria     | Juri Gatt Riccardo Schöpf Austria        |
| 9 dicembre 2023  | Lake Placid | Stati Uniti | Sprint | Mārtiņš Bots Roberts Plūme Lettonia           | Thomas Steu Wolfgang Kindl Austria     | Tobias Wendl Tobias Arlt Germania        |
| 15 dicembre 2023 | Whistler    | Canada      |        | Tobias Wendl Tobias Arlt Germania             | Thomas Steu Wolfgang Kindl Austria     | Hannes Orlamünder Paul Gubitz Germania   |
| 6 gennaio 2024   | Winterberg  | Germania    |        | Juri Gatt Riccardo Schöpf Austria             | Tobias Wendl Tobias Arlt Germania      | Hannes Orlamünder Paul Gubitz Germania   |
| 13 gennaio 2024  | Innsbruck   | Austria     |        | Thomas Steu Wolfgang Kindl Austria            | Mārtiņš Bots Roberts Plūme Lettonia    | Tobias Wendl Tobias Arlt Germania        |
| 3 febbraio 2024  | Altenberg   | Germania    |        | Juri Gatt Riccardo Schöpf Austria             | Thomas Steu Wolfgang Kindl Austria     | Emanuel Rieder Simon Kainzwaldner Italia |
| 10 febbraio 2024 | Oberhof     | Germania    |        | Thomas Steu Wolfgang Kindl Austria            | Hannes Orlamünder Paul Gubitz Germania | Tobias Wendl Tobias Arlt Germania        |
| 17 febbraio 2024 | Oberhof     | Germania    |        | Thomas Steu Wolfgang Kindl Austria            | Tobias Wendl Tobias Arlt Germania      | Hannes Orlamünder Paul Gubitz Germania   |
| 18 febbraio 2024 | Oberhof     | Germania    | Sprint | Hannes Orlamünder Paul Gubitz Germania        | Thomas Steu Wolfgang Kindl Austria     | Tobias Wendl Tobias Arlt Germania        |
| 24 febbraio 2024 | Sigulda     | Lettonia    |        | Mārtiņš Bots Roberts Plūme Lettonia           | Tobias Wendl Tobias Arlt Germania      | Thomas Steu Wolfgang Kindl Austria       |
| 25 febbraio 2024 | Sigulda     | Lettonia    | Sprint | Mārtiņš Bots Roberts Plūme Lettonia           | Tobias Wendl Tobias Arlt Germania      | Emanuel Rieder Simon Kainzwaldner Italia |
| 2 marzo 2024     | Sigulda     | Lettonia    |        | Mārtiņš Bots Roberts Plūme Lettonia           | Tobias Wendl Tobias Arlt Germania      | Thomas Steu Wolfgang Kindl Austria       |

### Gara a squadre
| Data             | Località   | Nazione  | Primi classificati                                                                                          | Secondi classificati                                                                                    | Terzi classificati |
| ---------------- | ---------- | -------- | --- | --- | --- |
| 16 dicembre 2023 | Whistler   | Canada   | Germania Julia Taubitz Tobias Wendl / Tobias Arlt Max Langenhan Jessica Degenhardt / Cheyenne Rosenthal     | Austria Madeleine Egle Thomas Steu / Wolfgang Kindl Jonas Müller Selina Egle / Lara Kipp                | Stati Uniti Emily Sweeney Zachary DiGregorio / Sean Hollander Tucker West Chevonne Forgan / Sophia Kirkby                            |
| 7 gennaio 2024   | Winterberg | Germania | Germania Anna Berreiter Tobias Wendl / Tobias Arlt Max Langenhan Jessica Degenhardt / Cheyenne Rosenthal    | Austria Hannah Prock Juri Gatt / Riccardo Schöpf Jonas Müller Selina Egle / Lara Kipp                   | Stati Uniti Ashley Farquharson Zachary DiGregorio / Sean Hollander Jonathan Gustafson Chevonne Forgan / Sophia Kirkby                |
| 14 gennaio 2024  | Innsbruck  | Austria  | Austria Madeleine Egle Thomas Steu / Wolfgang Kindl Jonas Müller Selina Egle / Lara Kipp                    | Germania Julia Taubitz Tobias Wendl / Tobias Arlt Max Langenhan Jessica Degenhardt / Cheyenne Rosenthal | Italia Verena Hofer Emanuel Rieder / Simon Kainzwaldner Dominik Fischnaller Andrea Vötter / Marion Oberhofer                         |
| 4 febbraio 2024  | Altenberg  | Germania | Lettonia Elīna Ieva Vītola Mārtiņš Bots / Roberts Plūme Kristers Aparjods Anda Upīte / Kitija Bogdanova     | Stati Uniti Emily Sweeney Dana Kellogg / Frank Ike Tucker West Chevonne Forgan / Sophia Kirkby          | Romania Ioana-Corina Buzatoiu Tudor-Ștefan Handaric / Sebastian Motzca Valentin Crețu Raluca Strămăturaru / Mihaela-Carmen Manolescu |
| 11 febbraio 2024 | Oberhof    | Germania | Germania Merle Fräbel Hannes Orlamünder / Paul Gubitz Max Langenhan Jessica Degenhardt / Cheyenne Rosenthal | Lettonia Kendija Aparjode Mārtiņš Bots / Roberts Plūme Kristers Aparjods Anda Upīte / Kitija Bogdanova  | Austria Madeleine Egle Thomas Steu / Wolfgang Kindl David Gleirscher Selina Egle / Lara Kipp                                         |
| 3 marzo 2024     | Sigulda    | Lettonia | Germania Anna Berreiter Tobias Wendl / Tobias Arlt Felix Loch Jessica Degenhardt / Cheyenne Rosenthal       | Lettonia Elīna Ieva Vītola Mārtiņš Bots / Roberts Plūme Kristers Aparjods Anda Upīte / Zane Kaluma      | Stati Uniti Ashley Farquharson Zachary DiGregorio / Sean Hollander Tucker West Chevonne Forgan / Sophia Kirkby                       |

## Classifiche generali

### Singolo donne
| Pos. | Nome               | Nazione     | Risultati ottenuti | Risultati ottenuti | Risultati ottenuti | Risultati ottenuti | Risultati ottenuti | Risultati ottenuti | Risultati ottenuti | Risultati ottenuti | Risultati ottenuti | Risultati ottenuti | Risultati ottenuti | Risultati ottenuti | Punti totali |
| Pos. | Nome               | Nazione     | LAK                | LAK S.             | WHI                | WIN                | INN                | ALT                | OBE-1              | OBE-2              | OBE-2 S.           | SIG-1              | SIG-1 S.           | SIG-2              | Punti totali |
| ---- | ------------------ | ----------- | ------------------ | ------------------ | ------------------ | ------------------ | ------------------ | ------------------ | ------------------ | ------------------ | ------------------ | ------------------ | ------------------ | ------------------ | ------------ |
| 1    | Julia Taubitz      | Germania    | 2                  | 1                  | 1                  | 2                  | 2                  | 1                  | 3                  | 1                  | 1                  | 3                  | 1                  | 9                  | 1034         |
| 2    | Anna Berreiter     | Germania    | 7                  | 10                 | 2                  | 4                  | 3                  | 4                  | 4                  | 2                  | 3                  | 1                  | 11                 | 2                  | 791          |
| 3    | Madeleine Egle     | Austria     | 1                  | 4                  | 5                  | 1                  | 1                  | 8                  | 2                  | 3                  | 12                 | 14                 | 14                 | 8                  | 742          |
| 4    | Elīna Ieva Vītola  | Lettonia    | 10                 | 12                 | 6                  | 7                  | 8                  | 2                  | 9                  | 9                  | 10                 | 2                  | 12                 | 1                  | 622          |
| 5    | Lisa Schulte       | Austria     | 5                  | 6                  | 8                  | 5                  | 5                  | 3                  | 12                 | 5                  | 8                  | 5                  | 5                  | 6                  | 616          |
| 6    | Ashley Farquharson | Stati Uniti | 4                  | 2                  | 7                  | 6                  | 4                  | 11                 | 13                 | 7                  | 9                  | 4                  | 8                  | 4                  | 612          |
| 7    | Merle Fräbel       | Germania    | 14                 | 14                 | 3                  | 12                 | 14                 | 7                  | 1                  | 6                  | 4                  | 9                  | 4                  | 3                  | 611          |
| 8    | Emily Sweeney      | Stati Uniti | 8                  | 3                  | 4                  | 8                  | 6                  | 5                  | 8                  | 11                 | 6                  | 12                 | 3                  | 10                 | 583          |
| 9    | Kendija Aparjode   | Lettonia    | 9                  | 7                  | 10                 | 10                 | 11                 | 9                  | 5                  | 8                  | 5                  | 7                  | 2                  | 7                  | 559          |
| 10   | Natalie Maag       | Svizzera    | 6                  | 9                  | 11                 | 9                  | 12                 | 12                 | 6                  | 4                  | 2                  | 10                 | 7                  | 22                 | 522          |

### Singolo uomini
| Pos. | Nome                | Nazione     | Risultati ottenuti | Risultati ottenuti | Risultati ottenuti | Risultati ottenuti | Risultati ottenuti | Risultati ottenuti | Risultati ottenuti | Risultati ottenuti | Risultati ottenuti | Risultati ottenuti | Risultati ottenuti | Risultati ottenuti | Punti totali |
| Pos. | Nome                | Nazione     | LAK                | LAK S.             | WHI                | WIN                | INN                | ALT                | OBE-1              | OBE-2              | OBE-2 S.           | SIG-1              | SIG-1 S.           | SIG-2              | Punti totali |
| ---- | ------------------- | ----------- | ------------------ | ------------------ | ------------------ | ------------------ | ------------------ | ------------------ | ------------------ | ------------------ | ------------------ | ------------------ | ------------------ | ------------------ | ------------ |
| 1    | Max Langenhan       | Germania    | 1                  | 1                  | 1                  | 1                  | 3                  | 1                  | 2                  | 2                  | 1                  | 3                  | 4                  | –                  | 970          |
| 2    | Kristers Aparjods   | Lettonia    | 6                  | 6                  | 3                  | 3                  | 4                  | 3                  | 1                  | 5                  | 7                  | 2                  | 2                  | 1                  | 841          |
| 3    | Felix Loch          | Germania    | 8                  | 2                  | 26                 | 4                  | 8                  | 4                  | 7                  | 3                  | 4                  | 1                  | 1                  | 2                  | 765          |
| 4    | Jonas Müller        | Austria     | 2                  | 4                  | 2                  | 6                  | 1                  | 9                  | 4                  | 1                  | 2                  | 24                 | –                  | 8                  | 723          |
| 5    | David Gleirscher    | Austria     | 14                 | 7                  | 7                  | 9                  | 5                  | 2                  | 3                  | 7                  | 5                  | 4                  | 3                  | 5                  | 655          |
| 6    | Nico Gleirscher     | Austria     | 3                  | 3                  | 4                  | 7                  | 2                  | 8                  | 8                  | 8                  | 6                  | 11                 | 8                  | 3                  | 653          |
| 7    | Dominik Fischnaller | Italia      | 7                  | 5                  | 4                  | 2                  | 7                  | 5                  | 6                  | 6                  | 8                  | 15                 | 7                  | 4                  | 621          |
| 8    | Wolfgang Kindl      | Austria     | 10                 | 8                  | 6                  | 5                  | 6                  | 6                  | 5                  | 4                  | 3                  | 5                  | 5                  | 14                 | 606          |
| 9    | Tucker West         | Stati Uniti | 4                  | 12                 | 8                  | 14                 | 14                 | 7                  | 10                 | 10                 | 11                 | 13                 | 9                  | 10                 | 447          |
| 10   | Jonathan Gustafson  | Stati Uniti | 5                  | 9                  | 9                  | 10                 | 9                  | 11                 | 11                 | 19                 | –                  | 12                 | 12                 | 16                 | 387          |

### Doppio donne
| Pos. | Nome                                         | Nazione     | Risultati ottenuti | Risultati ottenuti | Risultati ottenuti | Risultati ottenuti | Risultati ottenuti | Risultati ottenuti | Risultati ottenuti | Risultati ottenuti | Risultati ottenuti | Risultati ottenuti | Risultati ottenuti | Risultati ottenuti | Punti totali |
| Pos. | Nome                                         | Nazione     | LAK                | LAK S.             | WHI                | WIN                | INN                | ALT                | OBE-1              | OBE-2              | OBE-2 S.           | SIG-1              | SIG-1 S.           | SIG-2              | Punti totali |
| ---- | -------------------------------------------- | ----------- | ------------------ | ------------------ | ------------------ | ------------------ | ------------------ | ------------------ | ------------------ | ------------------ | ------------------ | ------------------ | ------------------ | ------------------ | ------------ |
| 1    | Andrea Vötter Marion Oberhofer               | Italia      | 3                  | 4                  | 3                  | 2                  | 2                  | 1                  | 2                  | 2                  | 3                  | 2                  | 1                  | 4                  | 955          |
| 2    | Jessica Degenhardt Cheyenne Rosenthal        | Germania    | 5                  | 5                  | 1                  | 1                  | 1                  | 5                  | 1                  | 3                  | 4                  | 1                  | DNF                | 1                  | 895          |
| 3    | Dajana Eitberger Saskia Schirmer             | Germania    | 2                  | 3                  | 2                  | 4                  | 7                  | 3                  | 4                  | 1                  | 2                  | 3                  | 3                  | 2                  | 886          |
| 4    | Selina Egle Lara Kipp                        | Austria     | 1                  | 1                  | 5                  | 3                  | 9                  | 6                  | 3                  | 4                  | 1                  | 4                  | 2                  | 3                  | 859          |
| 5    | Chevonne Forgan Sophia Kirkby                | Stati Uniti | 4                  | 2                  | 4                  | 5                  | 3                  | 4                  | 7                  | 6                  | 5                  | 5                  | 5                  | 5                  | 706          |
| 6    | Olena Stec'kiv Oleksandra Moch               | Ucraina     | 9                  | 10                 | 10                 | 14                 | 13                 | 12                 | 9                  | 12                 | 9                  | 8                  | 6                  | 7                  | 449          |
| 7    | Maya Chan Reannyn Weiler                     | Stati Uniti | 6                  | 6                  | 6                  | 6                  | 6                  | 11                 | 6                  | 7                  | 7                  | –                  | –                  | –                  | 426          |
| 8    | Raluca Strămăturaru Mihaela-Carmen Manolescu | Romania     | 10                 | 11                 | 12                 | 10                 | 12                 | 7                  | 8                  | 8                  | 8                  | 10                 | 8                  | DNS                | 420          |
| 9    | Adikeyoumu Gulijienaiti Zhao Jiaying         | Cina        | –                  | –                  | –                  | 9                  | 14                 | 8                  | 12                 | 9                  | 10                 | 9                  | 7                  | 8                  | 343          |
| 10   | Nikola Domowicz Dominika Piwkowska           | Polonia     | 12                 | 12                 | 11                 | 13                 | 16                 | 10                 | 11                 | 10                 | 12                 | –                  | –                  | –                  | 291          |

### Doppio uomini
| Pos. | Nome                              | Nazione     | Risultati ottenuti | Risultati ottenuti | Risultati ottenuti | Risultati ottenuti | Risultati ottenuti | Risultati ottenuti | Risultati ottenuti | Risultati ottenuti | Risultati ottenuti | Risultati ottenuti | Risultati ottenuti | Risultati ottenuti | Punti totali |
| Pos. | Nome                              | Nazione     | LAK                | LAK S.             | WHI                | WIN                | INN                | ALT                | OBE-1              | OBE-2              | OBE-2 S.           | SIG-1              | SIG-1 S.           | SIG-2              | Punti totali |
| ---- | --------------------------------- | ----------- | ------------------ | ------------------ | ------------------ | ------------------ | ------------------ | ------------------ | ------------------ | ------------------ | ------------------ | ------------------ | ------------------ | ------------------ | ------------ |
| 1    | Thomas Steu Wolfgang Kindl        | Austria     | 2                  | 2                  | 2                  | 7                  | 1                  | 2                  | 1                  | 1                  | 2                  | 3                  | 5                  | 3                  | 966          |
| 2    | Tobias Wendl Tobias Arlt          | Germania    | 5                  | 3                  | 1                  | 2                  | 3                  | 16                 | 3                  | 2                  | 3                  | 2                  | 2                  | 2                  | 885          |
| 3    | Mārtiņš Bots Roberts Plūme        | Lettonia    | 4                  | 1                  | 6                  | 5                  | 2                  | 4                  | 4                  | 4                  | 7                  | 1                  | 1                  | 1                  | 876          |
| 4    | Hannes Orlamünder Paul Gubitz     | Germania    | 8                  | 4                  | 3                  | 3                  | 4                  | 7                  | 2                  | 3                  | 1                  | 10                 | 8                  | 5                  | 736          |
| 5    | Juri Gatt Riccardo Schöpf         | Austria     | 3                  | 7                  | 11                 | 1                  | 9                  | 1                  | 6                  | 6                  | 4                  | 12                 | 4                  | 4                  | 701          |
| 6    | Emanuel Rieder Simon Kainzwaldner | Italia      | 6                  | 12                 | 9                  | 6                  | 5                  | 3                  | 10                 | 8                  | 8                  | 7                  | 3                  | 11                 | 566          |
| 7    | Yannick Müller Armin Frauscher    | Austria     | 7                  | 5                  | 5                  | DNF                | 6                  | 10                 | 5                  | 10                 | 6                  | 5                  | 9                  | 12                 | 525          |
| 7    | Zachary DiGregorio Sean Hollander | Stati Uniti | 1                  | 6                  | 13                 | 8                  | 23                 | 11                 | 9                  | 9                  | 11                 | 6                  | 6                  | 9                  | 525          |
| 9    | Ivan Nagler Fabian Malleier       | Italia      | 9                  | 13                 | 4                  | 4                  | 7                  | 5                  | 7                  | 5                  | 10                 | DNS                | –                  | –                  | 447          |
| 10   | Dana Kellogg Frank Ike            | Stati Uniti | 10                 | 11                 | –                  | 10                 | 8                  | 6                  | 17                 | 14                 | 14                 | 8                  | 10                 | 6                  | 406          |

### Gara a squadre
| Pos. | Nazione     | Risultati ottenuti | Risultati ottenuti | Risultati ottenuti | Risultati ottenuti | Risultati ottenuti | Risultati ottenuti | Punti totali |
| Pos. | Nazione     | WHI                | WIN                | INN                | ALT                | OBE-1              | SIG-2              | Punti totali |
| ---- | ----------- | ------------------ | ------------------ | ------------------ | ------------------ | ------------------ | ------------------ | ------------ |
| 1    | Germania    | 1                  | 1                  | 2                  | 5                  | 1                  | 1                  | 540          |
| 2    | Austria     | 2                  | 2                  | 1                  | 4                  | 3                  | 7                  | 446          |
| 3    | Stati Uniti | 3                  | 3                  | 4                  | 2                  | 5                  | 3                  | 410          |
| 4    | Lettonia    | 5                  | DNF                | 5                  | 1                  | 2                  | 2                  | 380          |
| 5    | Italia      | 4                  | DNF                | 3                  | 6                  | 4                  | 4                  | 300          |
| 6    | Ucraina     | 8                  | 5                  | 6                  | 8                  | 7                  | 5                  | 290          |
| 7    | Romania     | 9                  | DSQ                | 7                  | 3                  | 6                  | –                  | 205          |
| 8    | Cina        | –                  | 6                  | 9                  | 7                  | DNF                | 6                  | 185          |
| 9    | Polonia     | 7                  | 4                  | 8                  | –                  | –                  | –                  | 148          |
| 10   | Canada      | 6                  | –                  | –                  | –                  | –                  | –                  | 50           |

## Classifiche di specialità

### Singolo donne
| Pos. | Nome              | Nazione  | Risultati ottenuti | Risultati ottenuti | Risultati ottenuti | Risultati ottenuti | Risultati ottenuti | Risultati ottenuti | Risultati ottenuti | Risultati ottenuti | Risultati ottenuti | Punti totali |
| Pos. | Nome              | Nazione  | LAK                | WHI                | WIN                | INN                | ALT                | OBE-1              | OBE-2              | SIG-1              | SIG-2              | Punti totali |
| ---- | ----------------- | -------- | ------------------ | ------------------ | ------------------ | ------------------ | ------------------ | ------------------ | ------------------ | ------------------ | ------------------ | ------------ |
| 1    | Julia Taubitz     | Germania | 2                  | 1                  | 2                  | 2                  | 1                  | 3                  | 1                  | 3                  | 9                  | 734          |
| 2    | Anna Berreiter    | Germania | 7                  | 2                  | 4                  | 3                  | 4                  | 4                  | 2                  | 1                  | 2                  | 651          |
| 3    | Madeleine Egle    | Austria  | 1                  | 5                  | 1                  | 1                  | 8                  | 2                  | 3                  | 14                 | 8                  | 622          |
| 4    | Elīna Ieva Vītola | Lettonia | 10                 | 6                  | 7                  | 8                  | 2                  | 9                  | 9                  | 2                  | 1                  | 522          |
| 5    | Lisa Schulte      | Austria  | 5                  | 8                  | 5                  | 5                  | 3                  | 12                 | 5                  | 5                  | 6                  | 469          |

### Singolo uomini
| Pos. | Nome              | Nazione  | Risultati ottenuti | Risultati ottenuti | Risultati ottenuti | Risultati ottenuti | Risultati ottenuti | Risultati ottenuti | Risultati ottenuti | Risultati ottenuti | Risultati ottenuti | Punti totali |
| Pos. | Nome              | Nazione  | LAK                | WHI                | WIN                | INN                | ALT                | OBE-1              | OBE-2              | SIG-1              | SIG-2              | Punti totali |
| ---- | ----------------- | -------- | ------------------ | ------------------ | ------------------ | ------------------ | ------------------ | ------------------ | ------------------ | ------------------ | ------------------ | ------------ |
| 1    | Max Langenhan     | Germania | 1                  | 1                  | 1                  | 3                  | 1                  | 2                  | 2                  | 3                  | –                  | 710          |
| 2    | Kristers Aparjods | Lettonia | 6                  | 3                  | 3                  | 4                  | 3                  | 1                  | 5                  | 2                  | 1                  | 660          |
| 3    | Jonas Müller      | Austria  | 2                  | 2                  | 6                  | 1                  | 9                  | 4                  | 1                  | 24                 | 8                  | 578          |
| 4    | Felix Loch        | Germania | 8                  | 26                 | 4                  | 8                  | 4                  | 7                  | 3                  | 1                  | 2                  | 520          |
| 5    | Nico Gleirscher   | Austria  | 3                  | 4                  | 7                  | 2                  | 8                  | 8                  | 8                  | 11                 | 3                  | 491          |

### Doppio donne
| Pos. | Nome                                  | Nazione     | Risultati ottenuti | Risultati ottenuti | Risultati ottenuti | Risultati ottenuti | Risultati ottenuti | Risultati ottenuti | Risultati ottenuti | Risultati ottenuti | Risultati ottenuti | Punti totali |
| Pos. | Nome                                  | Nazione     | LAK                | WHI                | WIN                | INN                | ALT                | OBE-1              | OBE-2              | SIG-1              | SIG-2              | Punti totali |
| ---- | ------------------------------------- | ----------- | ------------------ | ------------------ | ------------------ | ------------------ | ------------------ | ------------------ | ------------------ | ------------------ | ------------------ | ------------ |
| 1    | Jessica Degenhardt Cheyenne Rosenthal | Germania    | 5                  | 1                  | 1                  | 1                  | 5                  | 1                  | 3                  | 1                  | 1                  | 780          |
| 2    | Andrea Vötter Marion Oberhofer        | Italia      | 3                  | 3                  | 2                  | 2                  | 1                  | 2                  | 2                  | 2                  | 4                  | 725          |
| 3    | Dajana Eitberger Saskia Schirmer      | Germania    | 2                  | 2                  | 4                  | 7                  | 3                  | 4                  | 1                  | 3                  | 2                  | 661          |
| 4    | Selina Egle Lara Kipp                 | Austria     | 1                  | 5                  | 3                  | 9                  | 6                  | 3                  | 4                  | 4                  | 3                  | 574          |
| 5    | Chevonne Forgan Sophia Kirkby         | Stati Uniti | 4                  | 4                  | 5                  | 3                  | 4                  | 7                  | 6                  | 5                  | 5                  | 511          |

### Doppio uomini
| Pos. | Nome                          | Nazione  | Risultati ottenuti | Risultati ottenuti | Risultati ottenuti | Risultati ottenuti | Risultati ottenuti | Risultati ottenuti | Risultati ottenuti | Risultati ottenuti | Risultati ottenuti | Punti totali |
| Pos. | Nome                          | Nazione  | LAK                | WHI                | WIN                | INN                | ALT                | OBE-1              | OBE-2              | SIG-1              | SIG-2              | Punti totali |
| ---- | ----------------------------- | -------- | ------------------ | ------------------ | ------------------ | ------------------ | ------------------ | ------------------ | ------------------ | ------------------ | ------------------ | ------------ |
| 1    | Thomas Steu Wolfgang Kindl    | Austria  | 2                  | 2                  | 7                  | 1                  | 2                  | 1                  | 1                  | 3                  | 3                  | 741          |
| 2    | Tobias Wendl Tobias Arlt      | Germania | 5                  | 1                  | 2                  | 3                  | 16                 | 3                  | 2                  | 2                  | 2                  | 660          |
| 3    | Mārtiņš Bots Roberts Plūme    | Lettonia | 4                  | 6                  | 5                  | 2                  | 4                  | 4                  | 4                  | 1                  | 1                  | 630          |
| 4    | Juri Gatt Riccardo Schöpf     | Austria  | 3                  | 11                 | 1                  | 9                  | 1                  | 6                  | 6                  | 12                 | 4                  | 535          |
| 5    | Hannes Orlamünder Paul Gubitz | Germania | 8                  | 3                  | 3                  | 4                  | 7                  | 2                  | 3                  | 10                 | 5                  | 534          |

### Singolo sprint donne
| Pos. | Nome               | Nazione     | Risultati ottenuti | Risultati ottenuti | Risultati ottenuti | Punti totali |
| Pos. | Nome               | Nazione     | LAK                | OBE-2              | SIG-1              | Punti totali |
| ---- | ------------------ | ----------- | ------------------ | ------------------ | ------------------ | ------------ |
| 1    | Julia Taubitz      | Germania    | 1                  | 1                  | 1                  | 300          |
| 2    | Emily Sweeney      | Stati Uniti | 3                  | 6                  | 3                  | 190          |
| 3    | Kendija Aparjode   | Lettonia    | 7                  | 5                  | 2                  | 186          |
| 4    | Natalie Maag       | Svizzera    | 9                  | 2                  | 7                  | 170          |
| 5    | Ashley Farquharson | Stati Uniti | 2                  | 9                  | 8                  | 166          |

### Singolo sprint uomini
| Pos. | Nome              | Nazione  | Risultati ottenuti | Risultati ottenuti | Risultati ottenuti | Punti totali |
| Pos. | Nome              | Nazione  | LAK                | OBE-2              | SIG-1              | Punti totali |
| ---- | ----------------- | -------- | ------------------ | ------------------ | ------------------ | ------------ |
| 1    | Max Langenhan     | Germania | 1                  | 1                  | 4                  | 260          |
| 2    | Felix Loch        | Germania | 2                  | 4                  | 1                  | 245          |
| 3    | Kristers Aparjods | Lettonia | 6                  | 7                  | 2                  | 181          |
| 4    | David Gleirscher  | Austria  | 7                  | 5                  | 3                  | 171          |
| 5    | Wolfgang Kindl    | Austria  | 8                  | 3                  | 5                  | 167          |

### Doppio sprint donne
| Pos. | Nome                             | Nazione     | Risultati ottenuti | Risultati ottenuti | Risultati ottenuti | Punti totali |
| Pos. | Nome                             | Nazione     | LAK                | OBE-2              | SIG-1              | Punti totali |
| ---- | -------------------------------- | ----------- | ------------------ | ------------------ | ------------------ | ------------ |
| 1    | Selina Egle Lara Kipp            | Austria     | 1                  | 1                  | 2                  | 285          |
| 2    | Andrea Vötter Marion Oberhofer   | Italia      | 4                  | 3                  | 1                  | 230          |
| 3    | Dajana Eitberger Saskia Schirmer | Germania    | 3                  | 2                  | 3                  | 225          |
| 4    | Chevonne Forgan Sophia Kirkby    | Stati Uniti | 2                  | 5                  | 5                  | 195          |
| 5    | Olena Stec'kiv Oleksandra Moch   | Ucraina     | 10                 | 9                  | 6                  | 125          |

### Doppio sprint uomini
| Pos. | Nome                          | Nazione  | Risultati ottenuti | Risultati ottenuti | Risultati ottenuti | Punti totali |
| Pos. | Nome                          | Nazione  | LAK                | OBE-2              | SIG-1              | Punti totali |
| ---- | ----------------------------- | -------- | ------------------ | ------------------ | ------------------ | ------------ |
| 1    | Mārtiņš Bots Roberts Plūme    | Lettonia | 1                  | 7                  | 1                  | 246          |
| 2    | Thomas Steu Wolfgang Kindl    | Austria  | 2                  | 2                  | 5                  | 225          |
| 2    | Tobias Wendl Tobias Arlt      | Germania | 3                  | 3                  | 2                  | 225          |
| 4    | Hannes Orlamünder Paul Gubitz | Germania | 4                  | 1                  | 8                  | 202          |
| 5    | Juri Gatt Riccardo Schöpf     | Austria  | 7                  | 4                  | 4                  | 166          |